# (208499) Shokasonjuku
(208499) Shokasonjuku est un astéroïde de la ceinture principale.

## Description
(208499) Shokasonjuku est un astéroïde de la ceinture principale. Il fut découvert le 5 janvier 2003 à Socorro par le programme LINEAR. Il présente une orbite caractérisée par un demi-grand axe de 3,13 UA, une excentricité de 0,20 et une inclinaison de 14,1° par rapport à l'écliptique.

## Compléments